# Storbritanniens Ugandaprogram

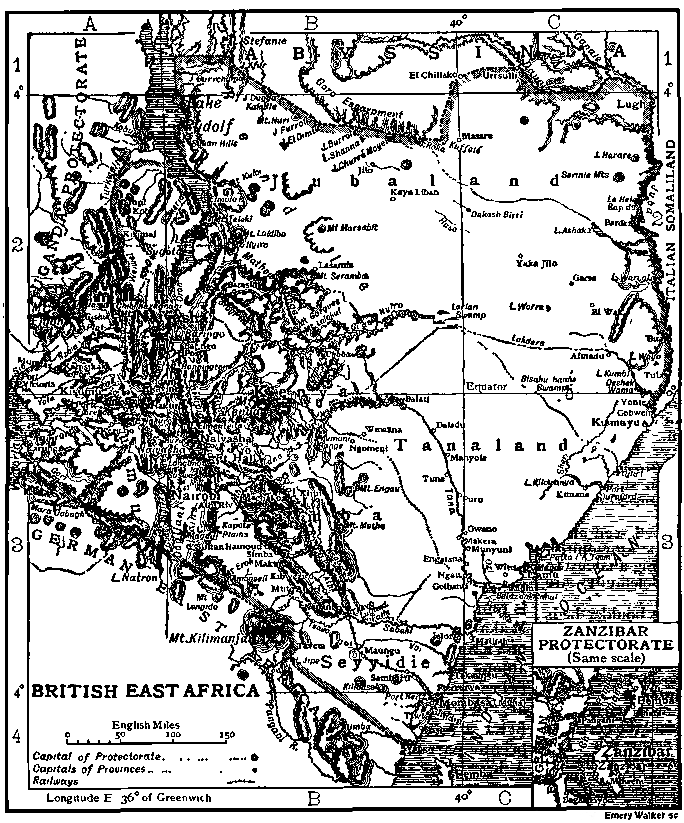
Brittiska Östafrika 1911

Storbritanniens Ugandaprogram var en plan för att ge en del av Brittiska Östafrika till judar som ett nytt hemland.
Erbjudandet kom först från den brittiske kolonialministern Joseph Chamberlain. Förslaget lades fram för Theodore Herzls sionistgrupp 1903. Chamberlain erbjöd dem att ta över 13 000 km² av Mau-platån i det som idag är Kenya. Erbjudandet kom som ett svar efter flera pogromer i Ryssland och förhoppningen var att området skulle kunna utgöra en fristad för det judiska folket.
Idén lades fram för World Zionist Organization vid deras sjätte kongress vilken ägde rum i Basel. En stor debatt blossade upp där Afrika bland annat beskrevs som "ett förrum till Heliga landet" och som en nachtasyl, det vill säga ett tillfälligt boende i väntan på bättre. Andra grupper å sin sida ansåg att det skulle bli svårt att grunda en judiskt stat i Palestina om man antog erbjudandet. Innan omröstningen ägde rum lämnade den ryska delegationen kongressen i protest. Motionen gick igenom med 259 ja- och 177 nej-röster.
Påföljande år skickades en grupp om tre man för att inspektera området. Klimatet var tempererat och passade bra för en europeisk bosättning. Emellertid fann delegationen samtidigt att landet kunde vara farligt, med gott om vilddjur som till exempel lejon. Dessutom var det befolkat av stora grupper Massajer som inte såg odelat positivt på en europeisk inflyttning.
Till följd av rapporten beslöt kongressen år 1905 att avslå det brittiska erbjudandet. En del judar ansåg detta vara ett misstag och detta ledde till att Jewish Territorialist Organization grundades och beslöt att verka för att en judisk stat skulle kunna etableras i stort sett var som helst och inte bara i Palestina. Viss judisk utflyttning till Kenya lär ha skett [källa behövs], men då endast till städer i området. En del av familjerna bor kvar än idag.
Under andra världskriget återupplivades förslaget av Winston Churchill med syfte att skapa en fristad för judar på flykt undan nazismen, men vid den här tidpunkten var de sionistiska organisationerna fast beslutna att grunda en judisk stat i Palestina. Man tillbakavisade därför förslaget med hänvisning till att en acceptans skulle kunna göra det svårt för dem i deras strävan att få den brittiska regeringen att häva restriktionerna för judisk utflyttning till Palestinamandatet.